# أبرشية سانديز
أبرشية سانديز هي إحدى أبرشيات برمودا.
تقع جنوب غرب سلسلة الجزر، وتحتل الجزر الثلاث: جزيرة أيرلندا وجزيرة بواز وجزيرة سومرست وهي أكبرهن، بالإضافة إلى جزء صغير من جزيرة برمودا الكبرى. تُشكل هذه الجزر الساحل الغربي للناصفة العظيمة، وهو مساحة مائية شاسعة تُهيمن على جغرافية غرب برمودا، كما تتصل بأبرشية ساوثهامبتون. ومثل معظم الأبرشيات الأخرى في برمودا، تبلغ مساحتها 2.3 ميل مربع (حوالي 6 كيلومترات مربعة أو 1500 فدان). بلغ عدد سكانها 6,983 نسمة في عام 2016.